# デイビッド・カーティス・スティーブンソン
デイビッド・カーティス・スティーブンソン（David Curtis Stephenson、1891年8月21日 - 1966年6月28日）は、アメリカ合衆国の政治活動家、犯罪者。白人至上主義団体クー・クラックス・クラン（KKK）において、インディアナ州の「グランド・ドラゴン」と呼ばれる支部長を務め、インディアナに加えて周辺7州における会員の勧誘を主導、KKK幹部の中でも屈指の権力を持っていた。のみならず、州知事エドワード・L・ジャクソンをはじめとする州政府高官とも近しく、インディアナ州の政治にも大きな影響力を及ぼした。He was viewed as responsible for reviving the Klan and widening its base, and considered the most powerful man in Indiana（クー・クラックス・クランを再生させ、その支持基盤を広げた張本人にして、インディアナで最も力を持った男）と評されている。
しかし1925年、若い白人女性教師マッジ・オーベルホルツァーに対する拉致・強姦・殺人容疑で告訴され、有罪判決を受けて終身刑に処された。すると、それまで「遵法的」と思われていたKKK幹部のイメージは一気に失墜し、インディアナ州政、および全米の民衆に対するKKKの影響力は著しく低下した。州知事ジャクソンに恩赦を求めたが一蹴されると、1927年、インディアナポリス・タイムズ紙の記者に接近し、同紙を通じてKKKから賄賂を受け取っていた州政府高官のリストを暴露した。インディアナ州政府内における告訴の嵐と全米的なスキャンダルの中、何万人もの会員が次々とKKKから離れ、やがて第2波の終焉に至った。
1956年に仮釈放され、1966年に死去した後、スティーブンソンはテネシー州ジョンソンシティのマウンテンホーム国立墓地に埋葬された。後に、アメリカ合衆国議会は重大な性犯罪者、もしくは死刑を受けた者を、退役軍人省管轄の国立墓地に埋葬することを禁じる法案を成立させた。

## 生い立ちと教育
スティーブンソンは1891年8月21日、テキサス州ヒューストンに生まれ、幼少期に家族と共にオクラホマ州メイズビルへと移り住んだ。公立学校に何年か通った後、スティーブンソンは印刷工の見習いとして働き始めた。
やがて第一次世界大戦が開戦すると、スティーブンソンは陸軍に入隊し、士官訓練も完了した。国外に赴くことこそ無かったものの、訓練において、スティーブンソンは隊を組織し、指揮する能力に長けていることを示した。

## KKK加入、富と権力
1920年、29歳になったスティーブンソンはインディアナ州エバンズビルの石炭小売会社に職を得て移り住んだ。同地でスティーブンソンは民主党に入党し、1922年には連邦下院議員選挙に打って出ようとしたが、候補として指名を受けることすらできなかった。これは、エバンズビルに移り住んだ頃には既に2度の離婚歴があったため、と言われている。
やがて、テキサス州からエバンズビルに派遣されたジョセフ・M・ハフィントンの勧誘を受け、スティーブンソンはKKKに加入した。やがてエバンズビルの支部は州で最も強い力を持つようになり、スティーブンソンも新会員の獲得に寄与していくようになった。最終的には、バンダーバーグ郡の白人男性の23%にあたる、5,400人がKKKに加入した。
やがてスティーブンソンはインディアナポリスに地盤を築き、KKKの州機関紙Fiery Cross（「燃え盛る十字架」の意）の創刊に関わった。スティーブンソンは機関紙に基盤を置いて会員を急増させた。プロテスタントの牧師には無償で会員権が与えられた。1922年7月から翌1923年7月にかけては、インディアナ全土で毎週2,000人近くの新規会員が加入した。全米組織の会員勧誘を主導していたハイラム・ウェスレー・エバンズは、1921-22年にかけて各州支部の主導者と近しくしていたが、中でも最大の勢力を誇っていたインディアナを率いるスティーブンソンとはとりわけ近しくしていた。1922年11月にエバンズがウィリアム・ジョセフ・シモンズに代わって全米代表「インペリアル・ウィザード」に就任した際、スティーブンソンはエバンズを後押しした。エバンズは、KKKが国政に影響力を及ぼすようにする野望を持っていた。
エバンズは就任すると、スティーブンソンを公式にインディアナ支部長「グランド・ドラゴン」に任命した。加えて、エバンズは非公式に、ミシシッピ州以北の周辺7州において、会員勧誘活動を主導する権限をスティーブンソンに与えた。1920年代、これらの州においてはKKKの会員数が劇的に増えていた。インディアナ州においては、州の白人男性の1/3にあたる250,000人の会員を抱えていた。スティーブンソンは、新規会員を獲得するごとに報奨金が入るKKKの組織内の仕組みを利用して、莫大な財力と政治力を手にしていった。KKKの衣装と装備の販売を独占していたエバンズは、1923年7月4日、インディアナ州ココモで開かれた独立記念日の集会で、100,000人以上の会員とその家族の面前で、スティーブンソンをインディアナ支部の「グランド・ドラゴン」に任命した。これに対し、スティーブンソンは次のように述べた。

My worthy subjects, citizens of the Invisible Empire, Klansmen all, greetings. It grieves me to be late. The President of the United States kept me unduly long counseling on matters of state. Only my plea that this is the time and the place of my coronation obtained for me surcease from his prayers for guidance.

（訳）我が価値ある臣民たち、見えざる帝国の市民たち、クランの会員たち、皆、ようこそ。遅くなってすまなかった。州の諸問題について、合衆国大統領にあまりにも長いこと相談を受けていた。私がたった1つ嘆願したことは、私の戴冠式が開かれている今この時、この場所で、彼の祈りと導きが終わるということだ。

1923年9月、成功に気を良くしたスティーブンソンは、KKKの既存の全米組織と決別し、スティーブンソン自身が主導する支部から成る、独自のKKK組織を創った。また同年、スティーブンソンは民主党から、インディアナをはじめ、中西部において強い勢力を持っていた共和党へと鞍替えし、KKK会員と噂されていた共和党員エドワード・L・ジャクソンを支持した。翌1924年にジャクソンがインディアナ州知事に就任すると、スティーブンソンは「私がインディアナの法だ」と言い放った。
その直後、1924年5月12日には、インディアナポリスのカドル・ターバナークル教会（Cadle Tabernacle）で開かれた集会で、次のように述べた。 

God help the man who issues a proclamation of war against the Klan in Indiana now ... We are going to Klux Indiana as she has never been Kluxed before ... I'll appeal to the ministers of Indiana to do the praying for the Ku Klux Klan and I'll do the scrapping for it ... And the fiery cross is going to burn at every crossroads in Indiana, as long as there is a white man left in the state.

（訳）神は今、インディアナのクランに宣戦布告した者を救い給うた... 我々はこれまでには無かったくらい、インディアナを一丸としていこうではないか... インディアナの牧師には、クー・クラックス・クランに祈りを捧げるよう訴える。さすれば私は、その祈りに応えて戦おう... そしてインディアナに白人の男がいる限り、インディアナ中の交差点で十字架を燃え盛らせよう。

## 殺人で有罪、終身刑

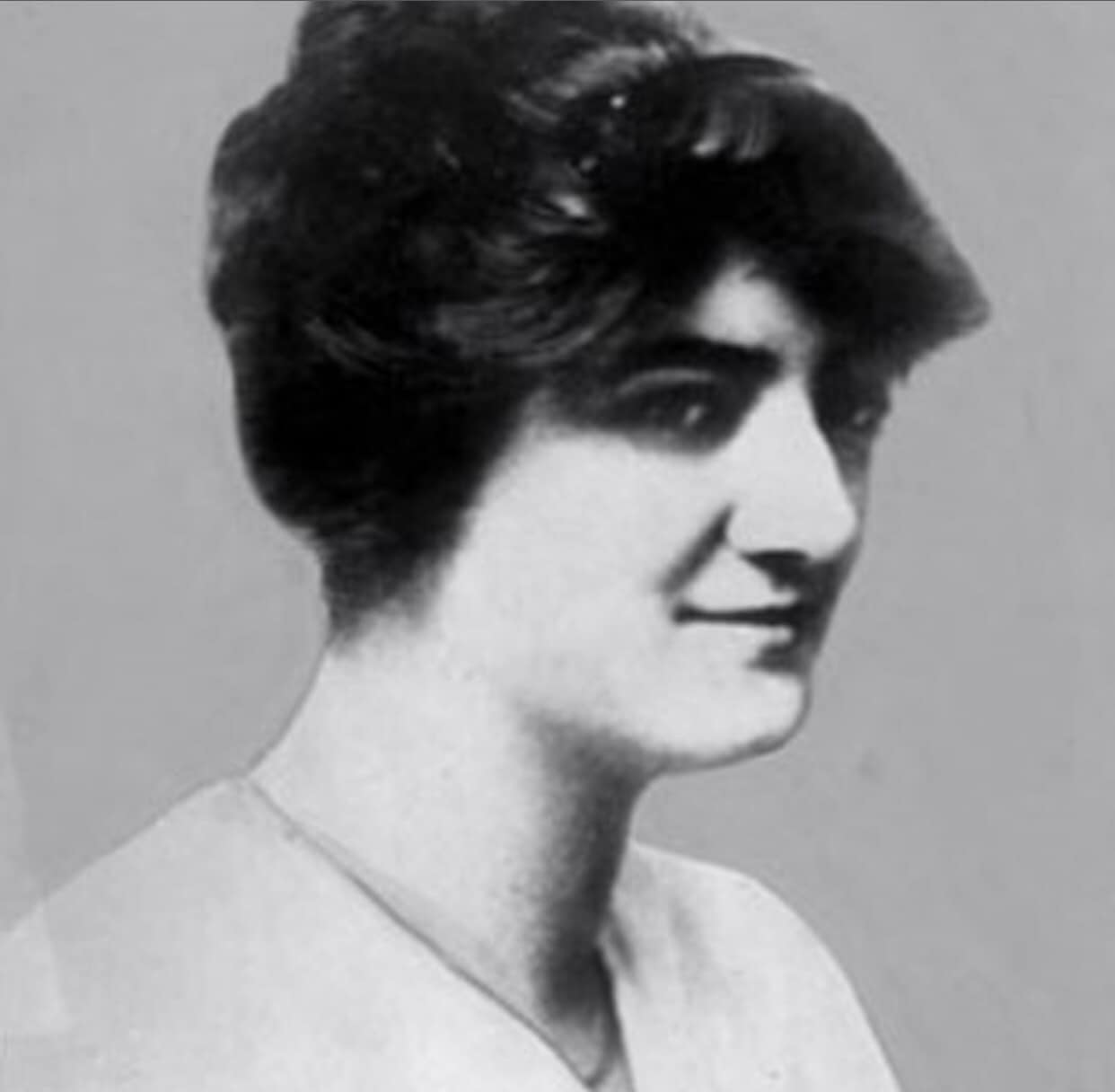
マッジ・オーベルホルツァー

スティーブンソンは1925年、成人の識字率を改善する州のプログラムを進めていた若き白人女教師、マッジ・オーベルホルツァーに対する強姦および殺人で起訴され、その裁判がインディアナ州ノーブルズビルで始まった。裁判中、スティーブンソンおよびその子分が、表向きは禁酒法を支持し、「プロテスタント的な女性らしさ」を守るとしていた一方、実は酒と女に溺れていたことが明るみに出るにつれて、「遵法精神にあふれ道徳的な」KKKのイメージは地に堕ちていった。このスキャンダルはやがて、KKKの「第2波」そのものを急速に衰退させた。スティーブンソンはオーベルホルツァーの拉致、強制泥酔、および強姦で有罪となった。加えて、スティーブンソンによる暴行がオーベルホルツァーの自殺未遂を引き起こし、やがて死に至らしめたことから、スティーブンソンは殺人でも有罪となった。
スティーブンソンは暴行の最中、オーベルホルツァーの肉体を幾度にもわたって噛んだ。立ち会った医師は、彼女の乳房に深い咬傷が検出されたと証言した。続けて、この医師は、この時にスティーブンソンがつけた咬傷からブドウ球菌感染が起き、彼女の肺に達したことが、死因の大きな部分を占めていると証言した。この医師はさらに続けて、もし彼女が早く治療を受けていれば、命を取り留めることができた、とも証言した。オーベルホルツァーは瀕死での告訴において、まず彼女がスティーブンソンとの結婚に同意しない限り、医師による治療を受けさせることを拒否された、と主張していた。陪審員は1925年11月14日、スティーブンソンに第2級殺人で有罪という判決を下し、その翌々日、11月16日に終身刑を言い渡した。
判決後、州知事エドワード・L・ジャクソンは、スティーブンソンの恩赦はおろか、減刑さえも拒否した。これに対し、スティーブンソンは1927年9月9日、スティーブンソンはインディアナポリス・タイムズ紙に、KKKからの賄賂を受け取っていた州政府高官のリストを公表した。同紙は獄中のスティーブンソンに取材し、KKKと州政府の癒着に関する調査を進めた。やがて州政府は、州知事ジャクソンを皮切りに、マリオン郡共和党議長ジョージ・V・コフィン、弁護士ロバート・I・マーシュ、インディアナポリス市長ジョン・デュボールと、要職者を次々と告訴した。また、マリオン郡共和党理事のうち何人かは、KKKやスティーブンソンからの賄賂を受け取っていたとして、辞任に追い込まれた。なお、この時の調査・報道により、インディアナ州政府の腐敗を暴いたとして、インディアナポリス・タイムズは翌1928年のピューリッツァー賞公益部門を受賞した。この報道に加えて、州当局によるKKKの活動に対する取り締まりの強化により、1925年には500万人を数えた会員は急速に減り、1920年代も終わる頃には、KKKは一気に瓦解した。

## 仮釈放と晩年
1941年1月7日、インディアナ州バルパライソのビデット＝メッセンジャー紙は、民主党のM・クリフォード・タウンゼント知事が、スティーブンソンの仮釈放を検討していると報じた。しかし、その年には仮釈放自体が1件も承認されなかった。1950年3月23日、スティーブンソンは仮釈放されたが、6ヶ月の仮釈放期間満了前に行方をくらまし、仮釈放条件に違反したことから、同年12月15日、ミネアポリスで逮捕され、翌1951年に10年の刑を言い渡され、再び収監された。1953年には、スティーブンソンはKKKの幹部であった過去を否定し、釈放を嘆願していた。

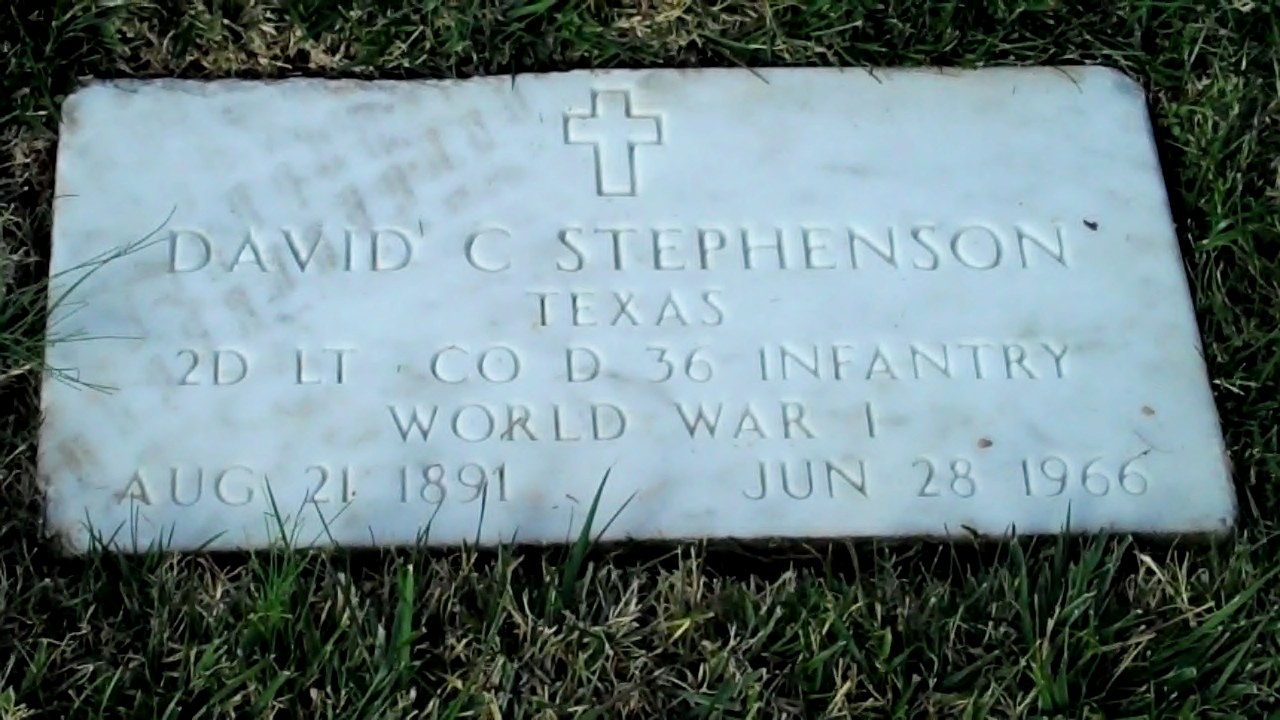
マウンテンホーム国立墓地内にあるスティーブンソンの墓標

1956年12月22日、インディアナ州外に出て行って二度と戻らないことを条件に、スティーブンソンは州当局により再び仮釈放された。スティーブンソンはインディアナ州南部のシーモアに移り、3番目の妻となるマーサ・ディッキンソンと結婚した。1962年、スティーブンソンが仮釈放条件通り、インディアナ州を離れ、二度と戻らなかったことから、夫婦は別居となった。しかし、妻マーサの提出した離婚届がブラウンズタウンのジャクソン郡地方裁判所で受理されたのは、スティーブンソンの死後、1971年のことであった。
インディアナを離れたスティーブンソンは、テネシー州ジョーンズボロに移り住み、地元新聞紙ヘラルド・アンド・トリビューンに職を得た。同地にて、前妻マーサ・ディッキンソンとの離婚が成立しないまま、スティーブンソンは4番目にして最後の妻となった、マーサ・マレー・サットンと結婚した。
1961年、70歳になったスティーブンソンは、16歳の少女に性的暴行を加えようとしたとして、ミズーリ州インディペンデンスで逮捕された。しかし、証拠不十分として不起訴となり、300ドルの罰金支払いのみで釈放され、ミズーリ州外への即時退去を命じられた。その後1966年、スティーブンソンはジョーンズボロの自宅で死去し、名誉除隊された退役軍人として、テネシー州ジョンソンシティのマウンテンホーム国立墓地に埋葬された。重大な性犯罪者、もしくは死刑を受けた者を、退役軍人省管轄の国立墓地、もしくは同省の予算で運営されている州および部族の退役軍人墓地に埋葬することを禁じる法案をアメリカ合衆国議会が成立させたのは、スティーブンソンの死後53年経った2019年のことであった。

## 文化的影響
- 1989年に放送されたテレビ映画Cross of Fire（原題）では、ジョン・ハードがスティーブンソンを演じた。なお、マッジ・オーベルホルツァーはメル・ハリスが演じた[16]。
- ダニエル・イースターマン（デニス・マッキオイン）が1997年の発表した小説K is for Killing（原題）では、孤立主義者の上院議員チャールズ・リンドバーグが大統領に選出された後、その後ろで権力を握る邪悪な存在として、また、アドルフ・ヒトラーの政治的に精通した、しかし不安定な同類として、スティーブンソンが描かれている。また、イースターマンは同作において、スティーブンソンの肉食的な性癖も反映している[17]。

## 註
1. 1 2  Kaplan, John, Robert Weisberg, and Guyora Binder. "Criminal Law: Cases and Materials". 7th ed. New York: Wolters Kluwer Law & Business. 2012年. ISBN 978-1454806981.
2. ↑  D. C. Stephenson Collection, 1922-1978. Indiana Historical Society. 1997年10月20日. 2021年9月1日閲覧.
3. 1 2 3  Moore, p.14.
4. ↑  Gray, Ralph D. Indiana History: A Book of Readings. p 306. Bloomington, Indiana: Indiana University Press. 1994年. ISBN 978-0253326294.
5. ↑  Moore, pp.16–17.
6. ↑  McVeighn, Rory. "Structural incentives for conservative mobilization: Power devaluation and the rise of the Ku Klux Klan, 1915–1925". Social Forces Vol.77. Issue 4. pp:1461-1496. 1999年.
7. ↑  Moore, pp.17-19.
8. 1 2 3 4 5 6 7  Lutholtz, p.137.
9. 1 2 3  The Golden Era of Indiana. South Bend, Indiana: The History Museum. 2021年9月1日閲覧.
10. ↑  Ku Klux Klan in Indiana. Indiana State Library. 2021年9月1日閲覧.
11. 1 2 3  Linder, Douglas O. The D. C. Stephenson Trial: An Account. Famous Trials. Law School, University of Missouri at Kansas City. 2021年9月1日閲覧.
12. ↑  "Stephenson Sentenced". Indianapolis News. p.1. 1925年11月16日.
13. ↑  Winners: The Indianapolis Times. The Pulitzer Prizes. 2021年9月1日閲覧.
14. ↑  Tucker, Todd. Notre Dame Vs. the Klan: How the Fighting Irish Defeated the Ku Klux Klan. Loyola Press. 2004年. ISBN 978-0829417715.
15. ↑  Prohibition of Interment or Memorialization of Persons Who Have Been Convicted of Federal or State Capital Crimes or Certain Sex Offenses. The Office of the Federal Register, National Archives and Records Administration, and U.S. Government Publishing Office. 2019年2月25日. 2021年9月1日閲覧.
16. ↑  Cross of Fire. IMDb.com. 2021年9月1日閲覧.
17. ↑  Easterman, Daniel. K is for Killing. London, England: HarperCollins Publishers. 1997年. ISBN 978-0007622894.